# Trainers' House
Trainers' House est une société de conseil en management basée à Helsinki en Finlande.

## Présentation
À ses débuts, Trainers’ House est une entreprise spécialisée en technologies de l'information, en marketing  et en management. 
De nos jours, Trainers’ House se positionne en tant qu'entreprise de conseil en changement dans les organisations. 
Elle emploie des experts du domaine, fournit des outils et des méthodes pour accompagner  ses clients dans la gestion du changement.

## Actionnaires
Au 29 février 2020, le plus importants actionnaires de Aspocomp sont:
| #  | Actionnaire                   | Actions    | %     |
| -- | ----------------------------- | ---------- | ----- |
| 1  | Sarasvuo Jari                 | 788 762    | 36,74 |
| 2  | The Orange Company            | 850 000    | 3,96  |
| 3  | Thomasset Oy                  | 714 366    | 3,33  |
| 4  | Quartal Oy                    | 630 665    | 2,94  |
| 5  | Great Expectations Capital Oy | 604 200    | 2,81  |
| 6  | Suominen Mikko Samuli         | 543 845    | 2,53  |
| 7  | Serkamo Ritva                 | 440 598    | 2,05  |
| 8  | Heimonen Arto Juhani          | 405 100    | 1,89  |
| 9  | Sungatullina Azaliya          | 404 662    | 1,89  |
| 10 | Inter Masters Oy              | 404 644    | 1,89  |
|    | Total [1-10]                  | 12 885 701 | 60,01 |